# Micragrella ochrea
Micragrella ochrea är en fjärilsart som beskrevs av George Francis Hampson 1901. Micragrella ochrea ingår i släktet Micragrella och familjen björnspinnare. Inga underarter finns listade i Catalogue of Life.